# Chris Avellone

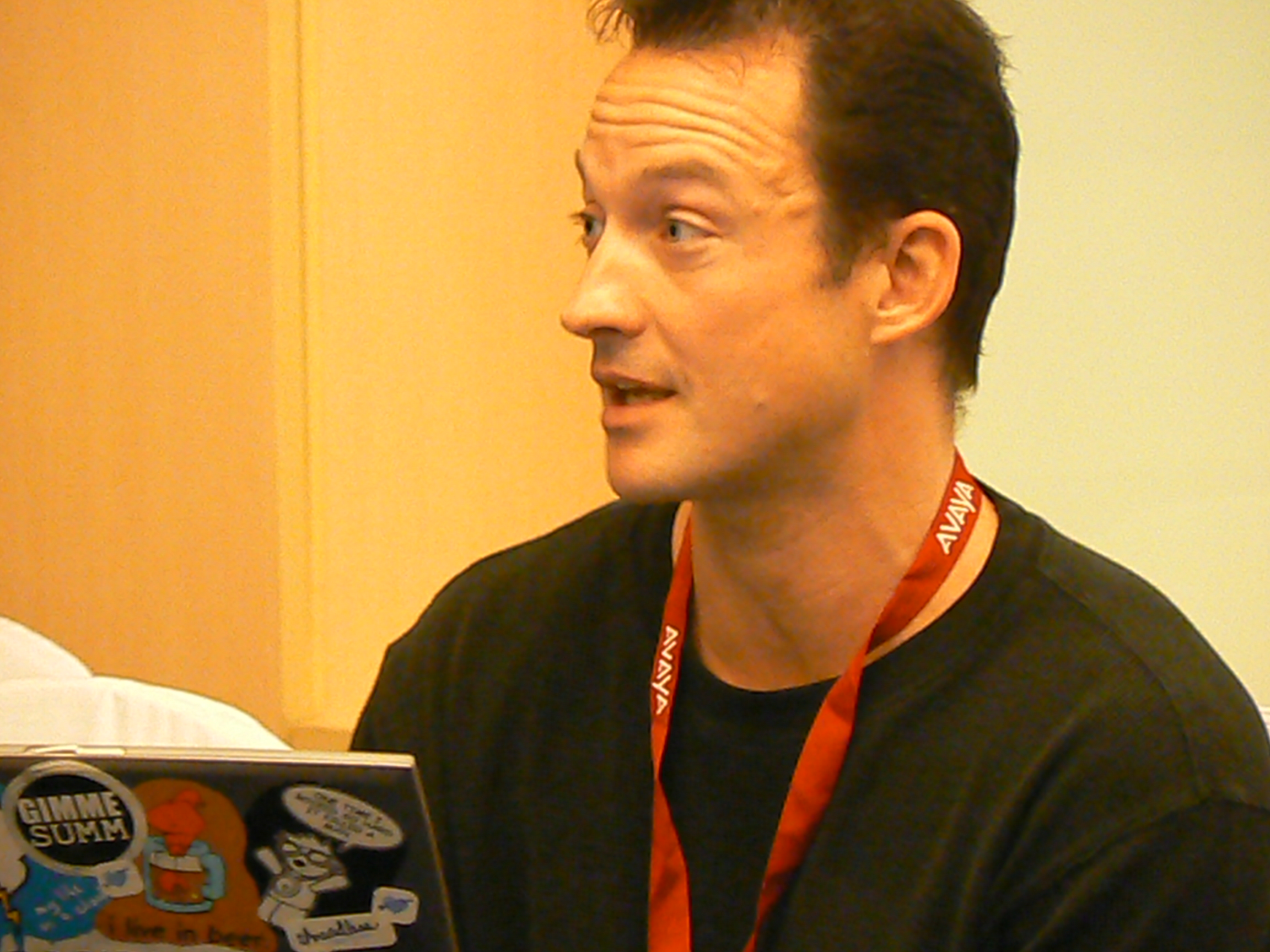
Chris Avellone

Christopher Frederic Avellone (ur. 27 września 1971) – amerykański projektant gier komputerowych, jeden z głównych twórców Fallout 2, anulowanego Van Buren i Fallout: New Vegas. Twórca Biblii Fallouta.

## Życiorys
Avellone pochodzi z rodziny włoskich imigrantów. W czasach college'u pisał scenariusze do gier fabularnych. Część z nich opublikował w magazynie „Dungeons & Dragons”.
Steve Peterson zaproponował mu stanowisko projektanta gier i pozwolił mu na wdrożenie swoich projektów z ramienia Interplaya. Około roku 1997 przeniósł się do Orange County, gdzie swoją siedzibę miał Interplay.
Gdy firma Black Isle rozpoczęła pracę nad grą Fallout 2, jego projekt New Reno został entuzjastycznie przyjęty przez resztę twórców gry. Później został głównym projektantem trzeciej części serii Fallout o roboczej nazwie Van Buren, jednak prace nad grą z przyczyn finansowych zostały odwołane w 2003 roku, a prawa do gry sprzedano innej firmie.
Po odejściu z Black Isle Studios wraz z Feargusem Uqhuartem przyjął posadę w Obsidian Entertainment. Pracował przy takich grach jak: Neverwinter Nights 2, Knights of the Old Republic II: The Sith Lords oraz Alpha Protocol.
Napisał scenariusz do Fallout: New Vegas i dodatków do niego.

## Historia pracy
| Data rozpoczęcia | Data zakończenia | Spółka                                     | Rola               |
| ---------------- | ---------------- | ------------------------------------------ | ------------------ |
| 1988             | 2005             | Interplay Entertainment/Black Isle Studios | projektant         |
| 2005             | 2015             | Obsidian Entertainment                     | dyrektor kreatywny |

## Prace

### SeriaFallout
| Rok  | Tytuł                 | Rola                 |
| ---- | --------------------- | -------------------- |
| N/A  | Biblia Fallouta       | autor                |
| 1998 | Fallout 2             | projektant           |
| 2003 | Van Buren             | projektant graficzny |
| 2010 | Wszystkie drogi       | scenarzysta          |
| 2010 | Fallout: New Vegas    | starszy projektant   |
| 2011 | Krwawa Forsa          | autor                |
| 2011 | Smutki Starego Świata | dyrektor projektu    |
| 2011 | Droga przez Pustkowia | dyrektor projektu    |

### Inne
| Rok       | Tytuł                                          | Rola                          |
| --------- | ---------------------------------------------- | ----------------------------- |
| 1997      | Star Trek: Starfleet Academy                   |                               |
| 1998      | Descent to Undermountain                       |                               |
| 1999      | Planescape: Torment                            | scenarzysta/reżyser           |
| 2000      | Icewind Dale                                   | projektant poziomów           |
| 2001      | Icewind Dale: Serce zimy                       | projektant poziomów           |
| 2001      | Baldur's Gate: Dark Alliance                   | projektant                    |
| 2002      | Icewind Dale II                                | projektant poziomów           |
| 2003      | Lionheart: Legacy of the Crusader              | dialogi                       |
| 2004      | Champions of Norrath                           | projektant poziomów           |
| 2004/2005 | Knights of the Old Republic II: The Sith Lords | projektant                    |
| 2006      | Neverwinter Nights 2                           | scenarzysta                   |
| 2007      | Neverwinter Nights 2: Maska zdrajcy            | scenarzysta/projektant        |
| 2010      | Alpha Protocol                                 | projektant                    |
| 2013      | Wasteland 2                                    | projektant                    |
| 2014      | South Park: Kijek Prawdy                       | dodatkowe dialogi i cutscenki |
| 2014      | FTL: Faster Than Light                         | konsultacja                   |
| 2014      | Pillars of Eternity                            | projekt postaci               |
| 2017      | Torment: Tides of Numenera                     | projektant                    |
| 2017      | Divinity: Original Sin II                      | projekt postaci               |
| 2017      | Prey                                           | scenariusz                    |
| 2019      | Star Wars Jedi: Upadły zakon                   | scenariusz                    |
| 2021      | System Shock                                   | scenariusz                    |

### Komiksy z seriiGwiezdne wojny
- Unseen, Unheard (2005)
- Heroes on Both Sides (2006)
- Impregnable (2007)
- Old Scores (2007)
- Graduation Day (2007)